# 豊橋創造大学
豊橋創造大学（とよはしそうぞうだいがく、英語: Toyohashi SOZO University）は、日本の私立大学である。愛知県豊橋市に本部を置く。

## 大学全体
1983年（昭和58年）創立の豊橋短期大学（現・豊橋創造大学短期大学部）を運営している学校法人藤ノ花学園が1996年（平成8年）に設立した4年制大学で、経営情報学部経営情報学科の単科大学として開学した。
2023年現在、は2学部・3学科・1研究科をもつ総合大学になっている。

### 沿革
- 1902年（明治35年）4月8日 - 伊藤卯一、渥美郡豊橋町大字中八町（現・豊橋市八町通り3丁目）に豊橋裁縫女学校を設立
- 1927年（昭和2年）10月 - 文部大臣より財団法人として認可
- 1931年（昭和6年）9月4日 - 豊橋高等裁縫女学校と改称
- 1932年（昭和7年）9月1日 - 現在の豊橋市老松町に移転
- 1935年（昭和10年）11月5日 - 豊橋高等家政女学校と改称（旧・実業学校令による認可）
- 1946年（昭和21年）3月28日 - 豊橋藤花高等女学校と改称（旧・高等女学校令による認可）
- 1948年（昭和23年）3月31日 - 学制改革により、豊橋藤花高等女学校を藤ノ花女子高等学校に改組
- 1951年（昭和26年）2月 - 学校法人として組織変更認可
- 1983年（昭和58年）4月1日 - 豊橋市牛川町に豊橋短期大学開学
- 1995年（平成7年）12月22日 - 豊橋創造大学設置認可
- 1996年（平成8年）4月1日 -
  - 豊橋創造大学開学。経営情報学部経営情報学科を設置
  - 豊橋短期大学を豊橋創造大学短期大学部に名称変更
- 2000年（平成12年）4月1日 - 豊橋創造大学大学院開設。経営情報学研究科起業・経営情報専攻修士課程を設置
- 2002年（平成14年）4月1日 - 経営情報学部にメディア・ネットワーク学科を増設
- 2006年（平成18年）4月1日 -経営情報学部経営情報学科、メディア・ネットワーク学科を募集停止し、情報ビジネス学部キャリアデザイン学科に改組。リハビリテーション学部理学療法学科を開設
- 2009年（平成21年）4月1日 - リハビリテーション学部を保健医療学部に名称変更。保健医療学部に看護学科を開設
- 2010年（平成22年）4月1日 - 大学院健康科学研究科健康科学専攻修士課程を開設
- 2011年（平成23年）3月31日 - 経営情報学部（経営情報学科、メディア・ネットワーク学科）を廃止
- 2012年（平成24年）4月1日 - 情報ビジネス学部キャリアデザイン学科は学生募集停止.経営学部経営学科を設置
- 2018年（平成30年）4月1日 - 情報ビジネス学部（キャリアデザイン学科）を廃止
- 2022年（令和4年）3月31日 - 大学院経営情報学研究科起業・経営情報学専攻修士課程を廃止

## 学部
- 経営学部
  - 経営学科
- 保健医療学部
  - 理学療法学科
  - 看護学科

## 大学院
- 健康科学研究科
  - 健康科学専攻（修士課程）

## アクセス
- 豊橋駅より豊鉄バス豊橋和田辻線「豊橋創造大学正門」または「創造大東」バス停 (曜日、時間帯によりいずれかに停車) 下車徒歩1分。